# 阮長之
阮長之（げん ちょうし、379年 - 437年）は、南朝宋の官僚。字は茂景。本貫は陳留郡尉氏県。

## 経歴
阮普の子として生まれた。15歳のときに父を失い、学問に精励した。はじめ諸府の参軍となり、員外散騎侍郎の位を受けた。老母を養うために襄垣県令の任を猟官したが、無礼な督郵を鞭打って、職を去った。まもなく廬陵王劉義真の下で車騎行正参軍となり、平越長史・東莞郡太守に任じられた。入朝して尚書殿中郎となり、武昌郡太守として出向した。
元嘉2年（425年）、王弘が車騎大将軍・江州刺史となると、長之は召されて車騎従事中郎をつとめた。後に入朝して太子中舎人となった。さらに中書侍郎に任じられたが、老母のために宮中での宿直をつとめようとしなかった。彭城王劉義康の下で平北諮議参軍をつとめた。元嘉9年（432年）、臨川国内史に任じられたが、南方の蒸し暑い土地は老母に良くないと言って固辞し、就任しなかった。元嘉11年（434年）、臨海郡太守に任じられた。赴任してまもなく母が亡くなり、葬儀を終えると、悲嘆に沈んだ。
元嘉14年（437年）、死去した。享年は59。
子の阮師門は、原郷県令となった。

## 伝記資料
- 『宋書』巻92 列伝第52
- 『南史』巻70 列伝第60